# Birmania ai Giochi della XIX Olimpiade
La Birmania partecipò ai Giochi della XIX Olimpiade che si sono svolti a Città del Messico dal 12 al 27 ottobre 1968, con una delegazione di quattro atleti impegnati in due discipline: atletica leggera e pugilato. Fu la sesta partecipazione di questo Paese ai Giochi. Non fu conquistata nessuna medaglia.